# Гринаф, Джордж
Джордж Гри́наф (англ. George Bellas Greenough; 18 января 1778 — 2 апреля 1855) — английский геолог, один из основателей и первый президент Геологического общества.

## Биография

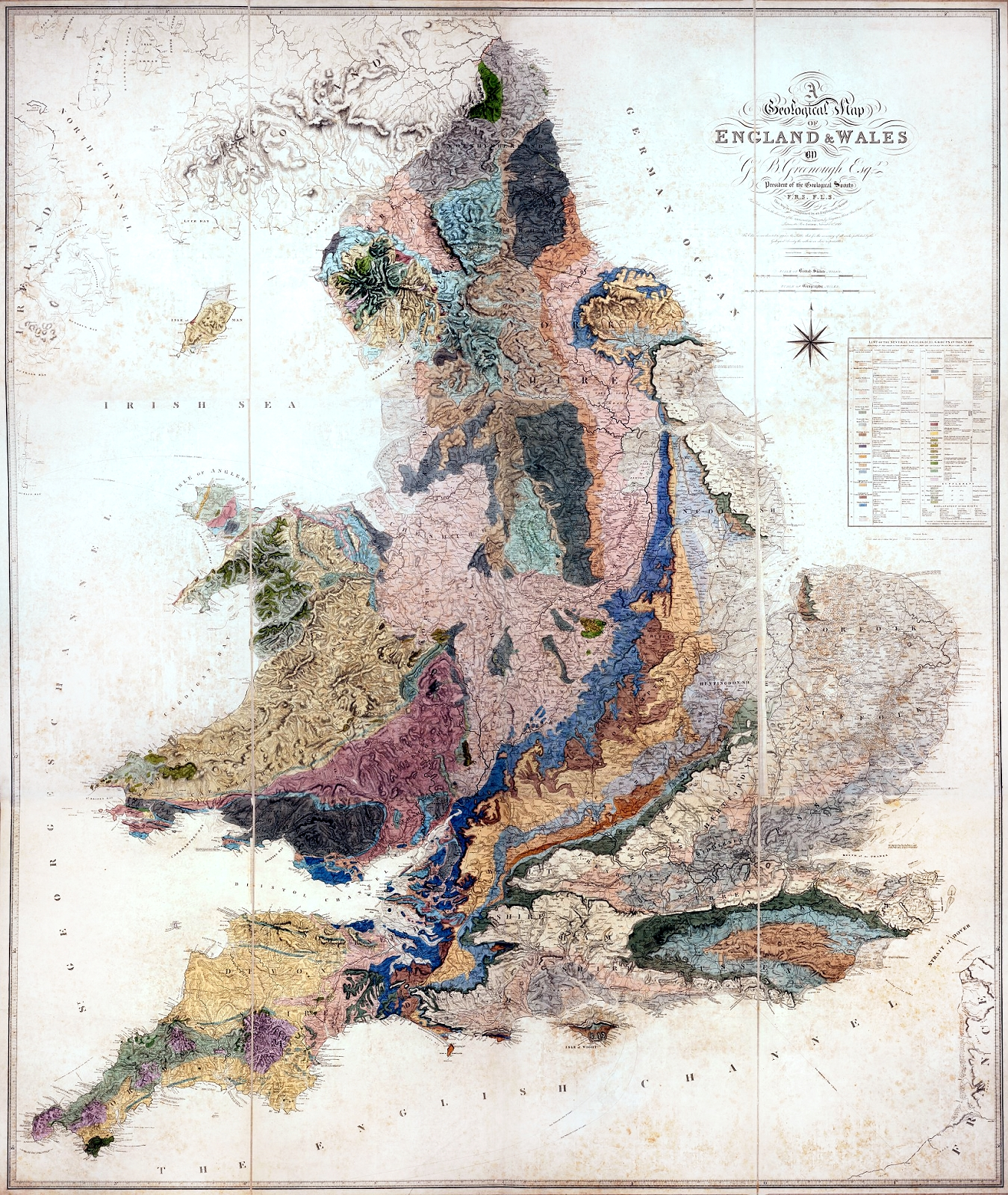
Геологическая карта 1819 года

В 1807 году Дж. Б. Гринаф (учился во Фрейберге в 1800 году) основывает Лондонское геологическое общество для проведения геологических наблюдений.
Джордж Гринаф был последователем вернерианства и катастрофизма. Вернерианцами были и почти все его коллеги по Геологическому обществу, за исключением геттонианца Маккилога, вышедшего из общества в 1832 г.
Известен тем, что выпустил вторую Геологическую карту после У. Смита.